# Elbaue zwischen Sandau und Schönhausen
Die Elbaue zwischen Sandau und Schönhausen ist ein FFH-Gebiet in den Städten Tangermünde, Arneburg und Sandau (Elbe) und den Gemeinden Schönhausen (Elbe), Klietz, Kamern, Hohenberg-Krusemark und Iden im Landkreis Stendal in Sachsen-Anhalt.

## Allgemeines
Das FFH-Gebiet ist circa 2541 Hektar groß (beim Bundesamt für Naturschutz ist die Größe mit 2433 Hektar angegeben). Es überlagert sich mit dem EU-Vogelschutzgebiet „Elbaue Jerichow“ und den Landschaftsschutzgebieten „Arneburger Hang“, „Untere Havel“ und „Aland-Elbe-Niederung“. Im Süden grenzt es an das FFH-Gebiet „Elbaue zwischen Derben und Schönhausen“, im Norden an das FFH-Gebiet „Elbaue Werben und Alte Elbe Kannenberg“. Im Süden des FFH-Gebietes ist ein Steilhang als Naturschutzgebiet „Arneburger Hang“ ausgewiesen. Die Naturdenkmale „Erosionsrinne Kassiergraben Arneburg“ und „Kräuterwiese Arneburg“ liegen innerhalb des FFH-Gebietes. Das FFH-Gebiet ist durch die Landesverordnung zur Unterschutzstellung der Natura 2000-Gebiete im Land Sachsen-Anhalt (N2000-LVO LSA) seit dem 21. Dezember 2018 rechtlich gesichert. Zuständige untere Naturschutzbehörde ist der Landkreis Stendal.

## Beschreibung
Das FFH-Gebiet liegt östlich und nordöstlich von Stendal im Biosphärenreservat Mittelelbe als Teil des Biosphärenreservats Flusslandschaft Elbe. Es umfasst den größten Teil der eingedeichten Elbaue zwischen der Querung der Elbe durch die Bahnstrecke Berlin–Lehrte bei Schönhausen (Elbe) und Sandau (Elbe), schließt aber auch binnendeichs liegende Flächen mit ein.
In der Elbaue sind vielfach Grünländer mit eingestreuten Gehölzen ausgebildet, darunter Glatthafer- und Fuchsschwanzwiesen mit Glatthafer, Wiesenfuchsschwanz, Gewöhnlichem Rispengras, Wiesenrispengras, Wiesenglockenblume, Margerite, Kuckuckslichtnelke, Knöllchensteinbrech, Sumpfhornklee und Wiesenlabkraut. Teilweise sind auch Brenndolden-Auenwiesen mit Brenndolde, Kantenlauch, Goldschopfhahnenfuß, Nordischem Labkraut, Sumpfplatterbse, Färberscharte, Großem Wiesenknopf, Kuckuckslichtnelke und Gewöhnlicher Wiesensilge ausgebildet. Auf offenen Sandstandorten sind teilweise Grasfluren aus Silbergras ausgebildet. Nur noch kleinflächig ist Trockenrasen zu finden. Die im Bereich des Arneburger Hangs liegenden Flächen sind jedoch stark verbuscht. Hier siedeln unter anderem Taubenskabiose, Echte Schlüsselblume, Knackelbeere und Berghaarstrang.
Unter anderem in den Buhnenfeldern sind Schlammbänke ausgebildet. Hier siedeln unter anderem Hirschsprung, Elbeliebesgras, Schlammling, Portulak, Uferspitzklette sowie Gewöhnliche und Wilde Sumpfkresse. In zahlreichen Altarmen, Altwassern und anderen Auengewässern, darunter auch Abgrabungsgewässer, siedeln unter anderem Froschbiss, Gewöhnlicher Schwimmfarn, Krebsschere, Schild-Wasserhahnenfuß, Wasserfeder, Weiße Seerose, Gelbe Teichrose, Ähriges Tausendblatt, Quirliges Tausendblatt sowie Spiegelndes und Haarblättriges Laichkraut. In den hinter dem Elbdeich liegenden Abgrabungsgewässern bei Hohengöhren kommen auch Quellmoose und Armleuchteralgen vor. An den Ufern der Elbe und der Auengewässer siedeln teilweise feuchte Hochstaudenfluren, unter anderem mit Katzenschwanz, Sumpfwolfsmilch, Gelber Wiesenraute, Langblättrigem Ehrenpreis und Schwanenblume.
In der Elbaue stocken nur kleinflächig Auwälder. Restbestände von Weichholzauwäldern stocken teilweise als Galeriewälder an den Ufern der Elbe. Sie sind aus Silberweide, Fahlweide und Schwarzpappel aufgebaut. Dazu gesellt sich die Flatterulme. In der Krautschicht siedeln Arten der Uferstaudenfluren und Uferseggenriede. Kleinflächig stocken Hartholzauwälder mit Stieleiche, Flatterulme und Feldulme. In der Strauchschicht stocken Wildbirne, Weißdorn, Gewöhnlicher Spindelstrauch, Roter Hartriegel und Schlehdorn. In Hanglagen wie dem Arneburger Hang sind Eichen-Hainbuchenwälder mit Stieleiche, Gemeiner Esche, Feldahorn und Feldulme ausgebildet. Dazu gesellen sich Flatterulme und Spitzahorn. In der Strauchschicht stocken Schwarzer Holunder, Eingriffeliger Weißdorn und Schlehdorn. Die Krautschicht wird unter anderem von Purpurblauem Steinsame, Echter Schlüsselblume und Weißer Schwalbenwurz gebildet.
Das FFH-Gebiet ist Lebensraum für Biber und Fischotter. Die Elbe beherbergt Vorkommen von Rapfen, Weißflossengründling, Steinbeißer, Flussneunauge und Lachs. Die Stillgewässer beherbergen unter anderem Vorkommen von Rotbauchunke und Kammmolch. Die Elbaue ist auch Lebensraum verschiedener Vogelarten, darunter mehrerer wertgebende Brutvogelarten.
Das FFH-Gebiet wird bei Sandau (Elbe) durch die Landesstraße 9 mit der Fähre Sandau gequert. Eine weitere Fährstelle mit entsprechenden Zufahrtsstraßen besteht bei Arneburg. Im Süden begrenzt die Querung der Elbe durch die Bahnstrecke Berlin–Lehrte das FFH-Gebiet.